# Marita Mathijsen
Marita Theodora Catharina Mathijsen-Verkooijen (Belfeld, 18 augustus 1944) is emeritus hoogleraar moderne Nederlandse letterkunde aan de Universiteit van Amsterdam met als specialisme de literatuur en cultuur van de negentiende en achttiende eeuw in Nederland.

## Loopbaan
Mathijsen studeerde in Tilburg (Leergangen MO) en Amsterdam (Universiteit van Amsterdam). In 1975 kreeg zij een aanstelling als wetenschappelijk medewerker aan de Universiteit van Amsterdam. Mathijsen promoveerde in 1987 aan de Universiteit Utrecht op de briefwisseling tussen Jacob van Lennep en De Schoolmeester (pseudoniem van Gerrit van de Linde). In 1999 werd ze hoogleraar Moderne Nederlandse Letterkunde aan de Universiteit van Amsterdam. Ze was onder meer oprichter en hoofdredacteur van het tijdschrift De Negentiende Eeuw en medeoprichter van het tijdschrift Nederlandse Letterkunde. Ze heeft vele edities bezorgd van negentiende-eeuwse Nederlandse klassieken. Daarnaast schreef ze een aantal boeken over die periode en richtte ze de website www.negentiende-eeuw.nl op. In 2000 was zij de hoofdorganisator van een manifestatie in meer dan honderd musea en culturele instellingen onder de titel 'Vaarwel negentiende eeuw'. 
Veel aandacht trok haar bundel De geest van de dichter (Querido, Amsterdam, 1990) met gefingeerde interviews met negentiende-eeuwse schrijvers, die daarvoor verschenen waren in NRC Handelsblad.
Haar boek De gemaskerde eeuw (Querido, Amsterdam, 2002) beschrijft aan de hand van literatuur en andere teksten de mentaliteit van de negentiende eeuw met haar dubbele moraal en haar obsessies. In Nederlandse literatuur in de Romantiek (Vantilt, Nijmegen, 2004) stelt ze het belang van de negentiende-eeuwse letterkunde centraal.
Marita Mathijsen schreef een veelgebruikt wetenschappelijk handboek voor het redigeren van historische en moderne teksten: Naar de letter (Van Gorcum, Assen, 1995).
Bij haar emeritaat aan de Universiteit van Amsterdam op 30 oktober 2009 gaf zij een openbaar college onder de titel De bevrijding van de albatros: een herbeschouwing van de Nederlandse Romantiek. Kort daarop volgde haar Huizingalezing, "Historische sensatiezucht. Over de moraal van de geschiedenis".
Na haar emeritaat verscheen haar brede cultuurhistorische studie Historiezucht. De obsessie met het verleden (Vantilt, Nijmegen, 2013), waarin ze laat zien hoe geschiedenis in de negentiende eeuw toegankelijk gemaakt werd voor iedereen. 
Daarna wijdde ze haar aandacht aan de biografie van de schrijver en publieke persoonlijkheid Jacob van Lennep, die verscheen onder de titel Jacob van Lennep. Een bezielde schavuit (Balans, Amsterdam, 2018). Hiervan kwamen achter elkaar drie drukken uit.
De experimentele leesgeschiedenis van de negentiende eeuw kwam uit onder de titel L. De lezer van de negentiende eeuw (Balans, Amsterdam, 2021). Hierin voert Mathijsen een fictieve lezer op onder de naam L, en deze geeft zij het woord in beschouwingen over literatuur. Het boek is daardoor een mengvorm tussen wetenschappelijk en fictief proza.
Mathijsen houdt sinds 2014 een blog bij: www.maritamathijsen.wordpress.com 
In november 2024 verscheen de biografie van Betje Wolff onder de titel Een vrije geest. Het uitzonderlijke leven van Betje Wolff.

## Essays
Marita Mathijsen is tevens essayist. Ze schreef onder andere voor De Gids, Ons Erfdeel, De Parelduiker en vele andere bladen. In NRC Handelsblad had ze in de wetenschapsbijlage een column. Haar columns zijn verzameld onder de titel Verliefd op het verleden (Bert Bakker, Amsterdam, 2004). In 2007 schreef ze een pamflet waarin ze het gebrek aan historisch besef aan de kaak stelt, De afwezigheid van het verleden (Querido, Amsterdam, 2007). Eind 2011 verscheen de bundel Vroeger is ook mooi. Essays (Athenaeum, Amsterdam, 2011). Rode draad hierin is respect voor het verleden. In Over kwaadsprekers en napraters (2018) analyseert zij de houding van Jacob van Lennep ten opzichte van Max Havelaar. Een stuk van Mathijsen was geselecteerd voor het eindexamen VWO Nederlands in 2013.
Op initiatief van tv-producent René Mendel werd een reisverslag van de 19e-eeuwse auteur Jacob van Lennep,dat in 1942 uitgegeven is onder de titel 'Nederland in den goeden ouden tijd', hertaald door Marita Mathijsen en van een inleiding van Geert Mak en Mathijsen voorzien en uitgegeven onder de titel Lopen met Van Lennep. Tegelijk verscheen de negendelige RVU-televisieserie De zomer van 2018, waarin Geert Mak met cineast Theo Uittenbogaard, in de zomer van 2000, 'in het voetspoor' van Jacob van Lennep diens wandeling met zijn studiegenoot Dirk van Hogendorp door het Nederland van 1823 naloopt. In 2018 is het dagboek opnieuw uitgegeven onder de titel De zomer van 1823.

## Mulischconsulent
Mathijsen is specialiste op het gebied van het oeuvre van Harry Mulisch. Ze schreef zijn bibliografie en stelde een bundel interviews samen. In 2008 verscheen een studie over zijn werk onder de titel Twee vrouwen en meer (De Bezige Bij, Amsterdam, 2008). Zij hield biografische gesprekken met hem in 2002, die uitgegeven zijn onder de titel Het voorbestemde toeval. Gesprekken met Harry Mulisch. Op de website van De Bezige Bij was zij enige tijd te raadplegen als 'Mulischconsulent'. Daarmee was zij de eerste specialist die via het web een literatuurconsulentschap instelde. Al voor het overlijden van Harry Mulisch werd zij door hem aangesteld als literair executeur testamentair, samen met Arnold Heumakers en Robbert Ammerlaan. Met Heumakers gaf zij de laatste onvoltooide novelle van Mulisch uit: De tijd zelf (Amsterdam, De Bezige Bij, 2011), zijn dagboek uit de periode dat hij aan De ontdekking van de hemel werkte: Logboek 1991-1992 (Amsterdam, De Bezige Bij, 2012) en de onvoltooide roman De ontdekking van Moskou (Amsterdam, De Bezige Bij, 2015). Tot het voorjaar van 2022 was zij voorzitter van de "Stichting Vrienden van het Harry Mulisch Huis". Ze werd opgevolgd door Johan Kuiper.

## Prijzen en onderscheidingen
- In 1991 ontving Marita Mathijsen de Multatuliprijs voor haar boek De geest van de dichter  met gefingeerde gesprekken met negentiende-eeuwse schrijvers als Nicolaas Beets, Willem Bilderdijk en Piet Paaltjens.
- In 1998 kreeg zij de Prins Bernhard Fonds Prijs voor de Geesteswetenschappen.
- Ter gelegenheid van haar emeritaat in 2009 werd zij benoemd tot Officier in de Orde van Oranje-Nassau.
- Historiezucht. De obsessie met het verleden kwam op de short list voor de Libris Geschiedenisprijs 2013.
- Jacob van Lennep. Een bezielde schavuit  werd genomineerd voor de Nederlandse Biografieprijs 2018.
- Sarton Medaille van de Faculteit Letteren en Wijsbegeerte Universiteit van Gent 2019-2020.
- Everwinus Wassenbergh Penning, tweejaarlijkse prijs voor beste Neerlandicus, 2023.

## Persoonlijk leven
In 1994 overleed haar man, de violist Hub Mathijsen, met wie ze in 1970 getrouwd was. Hij was leider van het Resistentieorkest en het tango-orkest El Choclo. Hun enige dochter Alma Mathijsen (1984) is auteur.